# Şerif Kılıç
Şerif Kılıç (ur. 26 września 1993) – turecki zapaśnik walczący w stylu klasycznym. Zajął dziewiętnaste miejsce na mistrzostwach świata w 2019. Piąty na mistrzostwach Europy w 2019. Brązowy medalista akademickich MŚ w 2012 i 2018. Drugi w indywidualnym Pucharze Świata w 2020. Trzeci w Pucharze Świata w 2016 i piąty w 2014. Mistrz świata juniorów w 2013. Trzeci na ME kadetów w 2009 i 2010 roku.